# Сергій Паньков (плавець)
Сергій Паньков (2 грудня 1988) — узбецький плавець.
Учасник Олімпійських Ігор 2004, 2008 років.